# رضا الملك
في المملكة المتحدة وبعض دول الكومنولث الأخرى،تعتبر رضا الملكة  اتفاقية برلمانية يتم بموجبها الحصول على موافقة التاج كلما كان هناك اقتراح لتقديم تشريع يؤثر على امتيازات التاج الخاصة أو مصالحه (الإيرادات الوراثية والممتلكات الشخصية، أو اهتمامات أخرى).تمتد الممارسة في المملكة المتحدة أيضًا إلى الأمور التي تمس دوقية لانكستر. بموجب اتفاقية مماثلة، يجب الحصول على موافقة الأمير في الأمور المتعلقة بدوقية كورنوال.
تختلف رضا الملكة تمامًا عن الموافقة الملكية (وهي الموافقة الرسمية النهائية من قبل الملك على مشروع القانون، بمجرد تمريره).يتم منح موافقة الملك (أو الأمير) في مرحلة مبكرة جدًا من الإجراءات، ويعمل كموافقة للبرلمان على مناقشة مشروع القانون المقترح. في العصر الحديث، واتباعًا لمبادئ الملكية الدستورية، يتم دائمًا منح الموافقة أو حجبها وفقًا لما تنصح به الحكومة.
وفقًا لإرسكين ماي في عام 1851، كانت الميزة العملية لموافقة الملكة هي أنها مكنت التاج من حماية حقوقه دون الحاجة إلى اللجوء إلى إعاقة مشروع قانون بعد الحدث برفض الموافقة الملكية.ولكن في الآونة الأخيرة، كانت هناك انتقادات لاستشارة التاج بشأن محتوى مشاريع القوانين المقبلة، و «إعطاء الحق والفرصة لتشكيل التشريعات المستقبلية». يزعم المنتقدون أنه على الرغم من أن التاج قد لا يحجب موافقته رسميًا على الإطلاق خلافًا لنصيحة الحكومة، إلا أن الإجراء يُستخدم لفحص مشروعات القوانين وتغييرها قبل وصولها إلى البرلمان.أشار أحد التقارير إلى أنه «كان من شبه المؤكد أن بعض مشاريع القوانين قد تم تغييرها قبل تقديمها من أجل معالجة المخاوف بشأن موافقة التاج».

## الأصول والأساس الدستوري
أصول رضا الملكة غير واضحة. هناك دليل على أن الموافقة تم الاحتجاج بها لأول مرة في عام 1728 عندما أعطى جورج الثاني البرلمان الإذن بمناقشة مشروع قانون قمع القرصنة، مما يشير إلى أنه كان جزءًا من العملية التشريعية في المملكة المتحدة لعدة مئات من السنين.موافقة الأمير هي تطور أحدث، ربما في موعد لا يتجاوز عام 1848.
رضا الملكة ليست حقاً للملك أو للملك بموجب صلاحيات. صرح مكتب المستشار البرلماني أن الأمر يتعلق بالكامل بإجراءات مجلس النواب. في عام 2014، أجرت لجنة الإصلاح السياسي والدستوري في مجلس العموم تحقيقًا في أساس هذه الممارسة، وخلصت بعد سماع أدلة قانونية وبرلمانية من الخبراء إلى أن الموافقة هي بالفعل مسألة إجراءات برلمانية. أشارت اللجنة إلى أنه إذا كان البرلمان يعتزم إلغاء الموافقة، فيمكنه القيام بذلك بموجب قرار، دون الحاجة إلى أي تشريع.
طبعة 1851 (2) من إرسكين ماي: الممارسة البرلمانية ذكرت أن هذه الممارسة «تأسست على الاستخدام البرلماني، الذي وافق كلا المجلسين على مراعاته»، ونتيجة لذلك «لا يمكن إساءة تفسيرها في أي تدخل في إجراءات البرلمان».ودافع عن ممارسة الاتصال المسبق بين البرلمان والتاج على أساس أنه بدون موافقة الملكة، إذا تصرف البرلمان بالمصالح أو أثر على صلاحيات التاج ضد رغباته، فسيكون التاج في أي حال قادرًا على حمايته.نفسها من خلال رفض الموافقة الملكية.إذن، اعتبر موافقة الملكة مفيدة لأنها منعت التاج من ممارسة صلاحياته بهذه الطريقة. تخلت الطبعات الأخيرة من إرسكين ماي عن مناقشة مزايا هذه الممارسة، وتذكر ببساطة أنه في ظل ظروف معينة، تكون الموافقة «مطلوبة»، مع ترك الآثار المترتبة على عدم منحها دون ذكرها.

## فواتير تتأثر
تتطلب مشاريع القوانين التي تؤثر على الامتياز الملكي والممتلكات الشخصية و «المصالح الشخصية» للملك موافقة الملك.
في المملكة المتحدة، بالإضافة إلى مشاريع القوانين التي تؤثر على الامتياز، تتطلب مشاريع القوانين التي تؤثر على الإيرادات الوراثية لدوقية لانكستر أو دوقية كورنوال موافقة الملك. تتطلب مشاريع القوانين التي تؤثر على الأخير أيضًا موافقة الأمير من أمير ويلز بصفته دوق كورنوال. في ظروف معينة، مثل قانون مجلس اللوردات لعام 1999، يجب أيضًا الحصول على موافقة أمير ويلز، بصفته إيرل تشيستر أو الأمير والمضيف العظيم في اسكتلندا، عندما يؤثر مشروع القانون على مصالحه. في عام 1993، كانت موافقة الملكة وموافقة الأمير مطلوبة فيما يتعلق بإجراء الكهنة (سيامة النساء) لعام 1993 الذي مكّن من سيامة النساء في كنيسة إنجلترا.
أصدر مكتب المستشار البرلماني إرشادات حول الحاجة إلى رضا الملكة أو الأمير والإجراءات المرتبطة بها.
في كندا، لا يلزم أي قانون صادر عن البرلمان الملك أو حقوقهم ما لم ينص القانون على أنه يفعل ذلك. عادة ما يتم منح رضا الملكة (أو الموافقة الملكية) من قبل الحاكم العام نيابة عن الحاكم ويتم إبلاغها بشكل خاص إلى البرلمان.عادة، على الرغم من ذلك، يتم التعبير عنها من قبل وزير التاج الكندي.

## تأثير على الإجراءات البرلمانية
عادة ما يتم الإشارة إلى الموافقة في مجلس واحد (في المجالس التشريعية أحادية المجلس) أو في كلا المجلسين (في المجالس التشريعية ذات مجلسين) من البرلمان، إما في القراءة الثانية أو الثالثة، من قبل مستشار خاص ويتم تسجيلها في هانسارد.عندما يكون التشريع المقترح الذي قد يؤثر على الامتياز الملكي أو المصالح الخاصة للتاج تحت رعاية مجلس الوزراء (كما هو الحال بالنسبة لمعظم مشاريع القوانين التي ينظر فيها البرلمان)، يجب على القسم الراعي لمشروع القانون الكتابة إلى القصر لإعطاء أكبر قدر ممكن من الوقت، ولكن ليس أقل من 14 يومًا قبل تقديم مشروع القانون إلى البرلمان. :6.1في البرلمان الاسكتلندي، يتم الإشارة إلى الموافقة من قبل عضو في الحكومة الاسكتلندية. في البرلمان الكندي، يمكن التعبير عن الموافقة الملكية في غرفة تشريعية واحدة فقط. في البرلمان البريطاني، يتم الإشارة إلى الموافقة باستخدام الصياغة التالية (مع صياغة مماثلة لموافقة الأمير):
لدي أمر من جلالة الملكة لإطلاع البيت على أن جلالة الملكة، بعد أن أُبلغت بمضمون [اسم مشروع القانون] ، وافقت على منح صلاحياتها ومصلحتها، فيما يتعلق بذلك نيابة عن التاج ودوقية لانكستر، تحت تصرف البرلمان لأغراض التدبير.
إذا كانت الموافقة مطلوبة ولكن لم يتم التوقيع عليها، فقد لا يحرز مشروع القانون مزيدًا من التقدم من خلال البرلمان.إذا سُمح لمشروع قانون عن طريق الخطأ بالتقدم على الرغم من عدم الإشارة إلى الموافقة المطلوبة واكتشاف الخطأ قبل الحصول على الموافقة الملكية، فقد يتم إعلان الإجراءات لاحقًا باطلة. عندما يتطلب مشروع القانون موافقة أمير ومضيف اسكتلندا أو دوق روثساي، لا يمكن للبرلمان الإسكتلندي مناقشة أي سؤال حول ما إذا كان قد تم تمرير مشروع القانون أو الموافقة عليه ما لم يتم التوقيع على هذه الموافقة على تلك الأحكام من قبل عضو في السلطة التنفيذية الاسكتلندية. بمجرد تمرير مشروع القانون في البرلمان وحصوله على الموافقة الملكية، فإنه يعتبر صحيحًا قانونيًا من قبل المحاكم، بغض النظر عن أي قصور في الإجراءات البرلمانية، وفقًا للمبادئ المعتادة للامتياز البرلماني.

## الموافقة الممنوحة أو المحجوبة بناء على مشورة مجلس الوزراء
إذا تم حجب رضا الملكة، فإنه يتم، وفقًا لمبادئ الملكية الدستورية والحكومة المسؤولة، بناءً على نصيحة الحكومة. صرح متحدث باسم الملكة في عام 2021 أن «موافقة الملكة هي عملية برلمانية، ويكون دور السيادة رسميًا بحتًا.يتم منح الموافقة دائمًا من قبل الملك عندما تطلبها الحكومة.أي تأكيد على أن الملك قد أوقف التشريع هو ببساطة غير صحيح».
وبالمثل، يمنح أمير ويلز موافقة الأمير ويمنعها بناءً على مشورة وزراء الملك، حيث إن دوقية كورنوال تخضع للسلطة القضائية البريطانية. لم يتم رفض أي مشروع قانون يؤثر على دوقية كورنوال من قبل الملك أو دوق كورنوال.كل منح موافقة من قبل أمير ويلز هو «مسألة تسجيل عام».
بينما يوافق الملك دائمًا إذا نصح الوزراء بذلك، يمكن للحكومة أن تقتل مشروع قانون عضو خاص - لم يقدمه وزير في الحكومة - يتطلب الموافقة دون الحاجة إلى حشد الأصوات أو استخدام الوقت البرلماني من خلال تقديم المشورة ضد الموافقة.
في عام 1999، رفضت الملكة، بناءً على مشورة وزارية، الموافقة على مناقشة البرلمان لمشروع قانون العمل العسكري ضد العراق (الموافقة البرلمانية).كان هذا مشروع قانون قدمه عضو خاص سعى إلى نقل السلطة من الحكومة (بالمعنى الدقيق للكلمة، يتصرف الملك بناءً على مشورة وزارية) إلى البرلمان سلطة الإذن بضربات عسكرية ضد العراق. هذا منع مشروع القانون من المناقشة.في عام 1988، لا يمكن مناقشة مشروع قانون قصر وستمنستر (إزالة حصانة التاج) في البرلمان بسبب حجب موافقة الملكة، كما هو الحال مع مشروع قانون إصلاح مجلس اللوردات في عام 1990.

## فحص مشاريع القوانين بموجب إجراءات الموافقة
بينما يصف الموقع الإلكتروني للعائلة المالكة الموافقة على أنها «اتفاقية راسخة منذ فترة طويلة»، ذكرت صحيفة الجارديان في فبراير 2021 أنه تم العثور على مذكرات في الأرشيف الوطني تكشف أن الإخطار المسبق بمشاريع القوانين القادمة يسمح للملك بالضغط من أجل تغييرات تشريعية دون يتم الاحتجاج بالموافقة الفعلية.راجع الوثائق توماس آدامز، المتخصص في القانون الدستوري بجامعة أكسفورد، الذي قال إنها كشفت عن «نوع التأثير على التشريع الذي لا يحلم به أعضاء جماعات الضغط سوى»، مضيفًا أن وجود إجراء الموافقة يبدو أنه منح الملك «تأثير كبير» على مشاريع القوانين التي يمكن أن تؤثر عليها.اعتبارًا من عام 2021، تم تقديم أكثر من 1000 مشروع قانون إلى الملكة أو الأمير تشارلز لموافقة الملكة أو الأمير. كان أكثر من 50000 شخص قد وقعوا، بحلول 28 فبراير 2021، على عريضة تطالب بإجراء تحقيق برلماني في اتفاقية موافقة الملكة. رد قصر باكنغهام على الحارس، مشيرًا إلى أن الموافقة تُمنح دائمًا عند الطلب ولم يتم حظر هذا التشريع أبدًا.
من المعروف أن القصر قد طلب تعديلات على مسودة التشريع في بعض الحالات.لا يعرف كم.في عام 1973، عندما كان من المقرر تقديم مشروع قانون الشركات الذي يتضمن تدابير الشفافية إلى البرلمان البريطاني، بعد تلقي إشعار مسبق كما هو مطلوب بموجب إجراءات الموافقة، وافق محامي الملكة ووزارة التجارة على استثناء لرؤساء الدول.سمح هذا للملكة بتجنب الإحراج من الإفصاح عن الملكية النفعية للأسهم من قبل التاج حتى عام 2011 على الأقل  لم تكن الموافقة مطلوبة لمشروع القانون، كما تم تقديمه في النهاية. تم الكشف في عام 2022 أن الأمير تشارلز قد استخدم موافقة الأمير لتغيير التشريع المقترح بحيث لا يحق للمستأجرين المستأجرين من دوقية كورنوال شراء منازلهم التي تم توفيرها بموجب ما أصبح فيما بعد قانون إصلاح عقود الإيجار والإسكان والتنمية الحضرية 1993.كشفت الوثائق أن تشارلز كتب إلى رئيس الوزراء جون ميجور يعرب فيه عن «قلقه الخاص» بشأن هذا الجانب.لم ترغب الحكومة في منح هذا الاستثناء، خوفًا من أنه سيخلق سابقة لملاك الأراضي الرئيسيين الآخرين، لكنها في النهاية، على مضض، أدرجت استثناءً خاصًا لتجنب ما وصفه مسؤول في الحكومة البريطانية بأنه «خلاف كبير مع أمير ويلز»، وقال إن «إرادة الوزراء يمكن أن تتغلب على إرادة النظام الملكي، لكن الأزمة الدستورية ستضيف بُعدًا آخر من الجدل إلى مشروع القانون الذي من الأفضل تجنبه».
أفيد في يوليو 2021 أن الإشعار المسبق المقدم من إجراء الموافقة قد تم استخدامه في البرلمان الإسكتلندي في عام 2021 لترتيب مشروع قانون يتم تعديله بحيث تصبح الملكة، وهي واحدة من أكبر ملاك الأراضي في اسكتلندا، الشخص الوحيد في لا يشترط على الدولة تسهيل إنشاء خطوط الأنابيب لتدفئة المباني باستخدام الطاقة المتجددة.لم تكشف الحكومة الاسكتلندية عن تدخل محامي الملكة عندما أضاف وزير الطاقة الإعفاء إلى قانون الطاقة الخضراء. منذ إنشائه في عام 1999، أعطى البرلمان الإسكتلندي إلى الملكة إشعارًا مسبقًا بما لا يقل عن 67 مشروع قانون برلماني يُعتقد أنها تؤثر عليها.من غير المعروف عدد التغييرات التي تم تغييرها نتيجة لذلك. سأل زعيم الحزب الليبرالي الديمقراطي الإسكتلندي ويلي ريني الحكومة الاسكتلندية في سؤال برلماني عن قائمة من القوانين المعدلة نتيجة للتبادلات مع ممثلي الملكة؛ رفضت الحكومة الاسكتلندية في نهاية المطاف الإجابة على السؤال، ولكن تم الكشف لاحقًا عن مذكرات الإحاطة السرية التي قالت إنه من شبه المؤكد أن بعض مشاريع القوانين قد تم تغييرها قبل تقديمها، ولكن نظرًا لأنه لم يتم «تعديلها» في الشروط البرلمانية، فلن يتم تعديلها.تم تضمينها.
ردًا على هذه التقارير حول الموافقة في اسكتلندا، قال القصر: «يمكن استشارة العائلة المالكة بشأن مشاريع القوانين من أجل ضمان الدقة الفنية والاتساق في تطبيق الفاتورة على التاج، وهو مبدأ قانوني معقد يحكمه القانون والقانون العام.هذه العملية لا تغير من طبيعة أي مشروع قانون».

## هوامش
1. ↑  Known as Queen's Consent when the monarch is female, or Royal Consent in Canada[1] and Crown Consent in Scotland.[2]

## روابط خارجية
- دليل مكتب مجلس الوزراء للتشريع لموظفي الخدمة المدنية (انظر الفصل 18)
- لجنة الإصلاح السياسي والدستوري في مجلس العموم.تأثير موافقة الملكة والأمير على العملية التشريعية: رد الحكومة على تقرير الدورة الحادي عشر للجنة،2013-2014.16 يونيو 2014.لندن: مكتب القرطاسية، المحدودة.
- برلمان كندا: الموافقة الملكية الممنوحة على مشاريع القوانين